# Netelia fulvator
Netelia (Netelia) fulvator – gatunek błonkówki z rodziny gąsienicznikowatych i podrodziny Tryphoninae.

## Opis
Głowa żółta z rejonem między przyoczkami jasnobrązowym do czarniawobrązowego. Czułki i potylica rudożółte. Odnóża rudożółte lub brązowawożółte, tylne z wyjątkiem stóp ciemniejsze. Metasoma i śródtarczka również ciemniejsze. Boczne żeberko tarczki ostre i sięgające jej tylnego brzegu. Przednie skrzydło długości 7,1–15 mm. Samiec o hypopygium umiarkowanej długości, umiarkowanie wypukłym na brzegu wierzchołkowym. Wierzchołkowa część grzbietowej krawędzi paramer nieobrzeżona. Brace skośne, nieco zakrzywione i ku wierzchołkowi ścięte. Poduszeczka (ang. pad) duża, jajowata.

## Biologia
Do poznanych żywicieli tego parazytoida należą Acronicta rumicis, Clostera curtula, Cucullia verbasci oraz Clostera anachoreta.

## Rozprzestrzenienie
W Europie wykazany został z Bułgarii, Francji, Hiszpanii, Mołdawii, Rosji, Sardynii, Szwajcarii i Ukrainy. Ponadto znany z Algierii, Izraela, Indii i Japonii.